# Tipula (Vestiplex) riedeliana
Tipula (Vestiplex) riedeliana is een tweevleugelige uit de familie langpootmuggen (Tipulidae). De soort komt voor in het Palearctisch gebied.